# Psammoecus hacquardi
Psammoecus hacquardi is een keversoort uit de familie spitshalskevers (Silvanidae). De wetenschappelijke naam van de soort werd in 1889 gepubliceerd door Antoine Henri Grouvelle.